# Joho (Purwantoro)
Joho is een bestuurslaag in het regentschap Wonogiri van de provincie Midden-Java, Indonesië. Joho telt 2773 inwoners (volkstelling 2010).